# Chicago-Helicopter-Airways-Flug 698
Der Chicago-Helicopter-Airways-Flug 698 war ein regionaler Inlandslinienflug der Chicago Helicopter Airways vom Flughafen Chicago-Midway zum Flughafen Chicago-O’Hare. Am 27. Juli 1960 verunglückte auf diesem Flug ein Hubschrauber des Typs Sikorsky S-58C, als ein Rotorblatt abbrach, das Fluggerät außer Kontrolle geriet und auf einen Friedhof in Forest Park, Illinois, abstürzte. Durch den Unfall wurden alle 13 Insassen des Hubschraubers getötet.

## Maschine
Der verunglückte Helikopter war ein Sikorsky S-58C mit der Werknummer 58-0420, der am 11. Januar 1957 an die New York Airways erstausgeliefert wurde, welche ihn mit dem Luftfahrzeugkennzeichen N879 in Betrieb nahm. Im Juni 1958 übernahm die Vertol Corporation den Hubschrauber. Er wurde am 2. Juli 1959 an die Chicago Helicopter Airways verkauft. Der Hubschrauber war mit einem Kolbentriebwerk des Typs Curtiss-Wright 989C9HE2 ausgestattet.

## Insassen
Den Flug zwischen den beiden Flughäfen von Chicago hatten elf Passagiere angetreten. Es befand sich eine zweiköpfige Besatzung an Bord des Hubschraubers, bestehend aus einem Flugkapitän und einem Ersten Offizier. Der 37-jährige Flugkapitän Robert Meyer gehörte seit dem 25. Juni 1951 der Fluggesellschaft an. Er war im Besitz von Musterberechtigungen für Hubschrauber der Typen Bell 47, Sikorsky S-55 und Sikorsky S-58. Meyer verfügte über 8.035 Stunden Flugerfahrung, wovon er 2.380 Flugstunden in Hubschraubern des Typs Sikorsky S-58 und wiederum 1.333 Flugstunden auf Nachtflügen absolviert hatte. Der 25-jährige Erste Offizier John Walker war am 16. Mai 1960 durch die Chicago Helicopter Airways eingestellt worden. Von seinen 1.015 Stunden Flugerfahrung war er 171 mit Hubschraubern des Typs Sikorsky S-58 bei Tag und 10:45 Stunden bei Nacht geflogen.

## Unfallhergang
Der auf dem Flughafen Chicago-O’Hare gestartete Hubschrauber traf um 22:15 Uhr Ortszeit auf dem Flughafen Chicago-Midway ein und wurde für den Rückflug auf der 17 Meilen langen Strecke zwischen den beiden Flughäfen vorbereitet. Er hob um 22:30 Uhr Ortszeit wieder ab, wobei sämtliche Funksprüche auf einen routinemäßigen Verlauf verwiesen. Als er sich etwa in der Mitte des Fluges befand, brach plötzlich ein Hauptrotorblatt ab. Der Hubschrauber begann mit eingeschalteten Landescheinwerfern zu sinken. Augenzeugen nahmen kurz darauf ein peitschenschlagartiges Geräusch wahr. Im nächsten Augenblick lösten sich die Heckverkleidung und der Heckrotor von dem Hubschrauber und die Sinkrate erhöhte sich. Der Sikorsky drehte sich um seine Vertikalachse, stürzte mit nach unten gerichteter Helikopternase auf die linke Rumpfseite auf das Gelände des Friedhofs von Forest Park, Illinois, und geriet in Brand. Alle 13 Insassen kamen dabei ums Leben.

## Ursache
Das Civil Aeronautics Board übernahm nach dem Unfall die Ermittlungen zur Absturzursache. Die Ermittler stellten fest, dass ein Rotorblatt hinter der vierten von 22 Sektionen aufgrund von Materialermüdung abgebrochen war. Dies habe zu einer erheblichen Unwucht und solchen Vibrationen im Bereich der Heckrotorbaugruppe geführt, dass die Heckverkleidung abriss. Daraufhin sei es zum Kontrollverlust und Absturz gekommen. Die Ermittler konnten nur schwer bestimmen, ob die Wartungsprozeduren der Chicago Helicopter Airways hinreichend waren, um eine Rissbildung in dem Rotorblatt, das während seiner Betriebsgeschichte an vier verschiedenen Helikoptern montiert gewesen war, frühzeitig zu erkennen. Die Wartungsprozeduren hätten den Herstellervorgaben entsprochen. Zudem sei 68 Stunden vor dem Materialversagen das Hauptgetriebe des betroffenen Helikopters ausgetauscht worden, wobei die Rotorblätter abmontiert und mit Wasser und Seife gewaschen wurden. Die Ermittler waren der Ansicht, dass ein bestehender Riss bei diesen Arbeiten hätte entdeckt werden müssen.